# IPJO
De IPJO (oftewel Inter-Provinciale Jeugdontmoeting) is een groot Vlaams badmintontoernooi voor jeugdspelers. Het teamtoernooi wordt gespeeld tussen de jeugdselecties van de 5 Vlaamse provincies. Elke provincie selecteert een aantal spelers per leeftijdscategorie en speelt per leeftijdscategorie een teamontmoeting tegen elke andere provincie. In elke leeftijdscategorie wordt een winnaar aangeduid op basis van de onderlinge ontmoetingen. De provincie die de IPJO wint, is de provincie die over alle leeftijdscategorieën het beste gepresteerd heeft.
De deelnemende provinciale verenigingen zijn:
- PBA (Antwerpen)
- Badminton Limburg (Limburg)
- VVBBC (Vlaams-Brabant)
- PBO (Oost-Vlaanderen)
- WVBF (West-Vlaanderen)

De IPJO wordt in beurtrol georganiseerd door de verschillende provincies. Elke editie wordt georganiseerd in samenwerking met Badminton Vlaanderen.

## Verloop van de IPJO
Doorgaans wordt de IPJO georganiseerd over 2 dagen (zaterdag en zondag). De IPJO start op zaterdagochtend met een openingsceremonie waar alle provincies en de officials verwelkomd worden en elke provincie zijn "kreet" laat horen. Daarna begint het toernooi. Er worden 3 rondes gespeeld op zaterdag en 2 rondes op zondag. Tijdens elke ronde vinden 2 ontmoetingen plaats, telkens tussen 2 provincies. Elke ronde is er 1 provincie die niet moet spelen.
Elke ontmoeting bestaat uit 4 leeftijdscategorieën en per leeftijdscategorie worden 7 wedstrijden gespeeld: 2 heren enkels, 2 dames enkels, 1 heren dubbel, 1 dames dubbel en 1 gemengd dubbel. In totaal bestaat een ontmoeting dus uit 28 wedstrijden. De opstellingen van deze wedstrijden moeten telkens voor de ronde worden doorgegeven aan de wedstrijdleiding.
In tegenstelling tot de meeste badmintontoernooien, wordt op de IPJO uitbundig gesupporterd. Spelers en supporters van elke provincie dragen de kenmerkende kleuren van hun provincie: rood voor PBA, blauw voor Badminton Limburg, geel voor Vlaams-Brabant, groen voor PBO en zwart voor WVBF. Supporters nemen vaak ook materiaal mee waarmee ze lawaai kunnen maken, zoals trommels, toeters en dergelijke.
Van zaterdag op zondag blijven de spelers en coaches slapen in een nabijgelegen slaapgelegenheid, die wordt geregeld door de organiserende provincie. Op zondagavond, na de laatste ontmoeting, vindt de slotceremonie plaats. Daarin worden opnieuw alle spelers en officials de zaal in geroepen en vindt ook de prijsuitreiking plaats. Er wordt een beker per leeftijdscategorie uitgereikt. Er is ook een algemene wisselbeker voor de provincie die de algemene winnaar wordt.

## Varia
- In 2022 en 2023 heeft Limburg geen provinciale badmintonvereniging. De coördinatie van de Limburgse spelers is in handen van enkele gepassioneerde spelers en ouders uit de provincie.
- In 2023 en 2024 neemt PBO niet deel aan de IPJO. Daarom wordt de IPJO georganiseerd op 1 dag (zaterdag) en vinden er slechts 3 ontmoetingen plaats.